# E-Prix di Marrakech 2018
L'E-Prix di Marrakech 2018 è stato il terzo appuntamento della quarta stagione del campionato di Formula E, destinato ai soli veicoli elettrici. La gara è stata vinta da Felix Rosenqvist, su Mahindra Racing, dopo la conquista della pole da parte di Sébastien Buemi.

## Risultati[1]

### Qualifiche
| Pos.                        | N. | Pilota                 | Squadra          | Qualifica | Gap     | SuperPole | Gap    | Griglia |
| --------------------------- | -- | ---------------------- | ---------------- | --------- | ------- | --------- | ------ | ------- |
| 1                           | 9  | Sébastien Buemi        | Renault-e.Dams   | 1:20.491  | +0.376  | 1:20.355  | —      | 1       |
| 2                           | 2  | Sam Bird               | DS Virgin Racing | 1:20.563  | +0.448  | 1:20.615  | +0.260 | 2       |
| 3                           | 19 | Felix Rosenqvist       | Mahindra         | 1:20.115  | —       | 1:21.196  | +0.841 | 3       |
| 4                           | 6  | José María López       | Dragon Racing    | 1:20.417  | +0.302  | 1:21.369  | +1.014 | 4       |
| 5                           | 1  | Lucas Di Grassi        | Audi Sport ABT   | 1:20.314  | +0.199  | 1:21.444  | +1.089 | 5       |
| 6                           | 36 | Alex Lynn              | DS Virgin Racing | 1:20.567  | +0.452  |           |        | 6       |
| 7                           | 3  | Nelson Piquet Jr.      | Jaguar           | 1:20.585  | +0.470  |           |        | 7       |
| 8                           | 66 | Daniel Abt             | Audi Sport ABT   | 1:20.605  | +0.490  |           |        | 8       |
| 9                           | 20 | Mitch Evans            | Jaguar           | 1:20.690  | +0.575  |           |        | 9       |
| 10                          | 16 | Oliver Turvey          | NIO              | 1:20.748  | +0.633  |           |        | 10      |
| 11                          | 36 | Luca Filippi           | NIO              | 1:20.804  | +0.689  |           |        | 11      |
| 12                          | 27 | Tom Blomqvist          | Andretti         | 1:20.870  | +0.755  |           |        | 12      |
| 13                          | 25 | Jean-Éric Vergne       | Techeetah        | 1:20.906  | +0.791  |           |        | 13      |
| 14                          | 5  | Maro Engel             | Venturi          | 1:20.920  | +0.805  |           |        | 14      |
| 15                          | 8  | Nico Prost             | Renault-e.Dams   | 1:20.937  | +0.822  |           |        | 15      |
| 16                          | 7  | Jérôme d'Ambrosio      | Dragon Racing    | 1:21.176  | +1.061  |           |        | 16      |
| 17                          | 18 | André Lotterer         | Techeetah        | 1:21.222  | +1.107  |           |        | 20      |
| Tempo limite 107%: 1:26.125 |    |                        |                  |           |         |           |        |         |
| 18                          | 23 | Nick Heidfeld          | Mahindra         | 1:28.671  | +8.556  |           |        | 17      |
| 19                          | 28 | António Félix da Costa | Andretti         | 1:36.167  | +16.052 |           |        | 18      |
| 20                          | 4  | Edoardo Mortara        | Venturi          | 1:36.733  | +16.618 |           |        | 19      |

### Gara
| Pos. | N. | Pilota                 | Squadra          | Giri | Tempo/Ritiro          | Griglia | Punti |
| ---- | -- | ---------------------- | ---------------- | ---- | --------------------- | ------- | ----- |
| 1    | 19 | Felix Rosenqvist       | Mahindra         | 33   | 48:04.751             | 3       | 25    |
| 2    | 9  | Sébastien Buemi        | Renault-e.Dams   | 33   | +0.945                | 1       | 21    |
| 3    | 2  | Sam Bird               | DS Virgin Racing | 33   | +5.762                | 2       | 15    |
| 4    | 3  | Nelson Piquet Jr.      | Jaguar           | 33   | +6.554                | 7       | 13    |
| 5    | 25 | Jean-Éric Vergne       | Techeetah        | 33   | +12.238               | 13      | 10    |
| 6    | 6  | José María López       | Dragon Racing    | 33   | +16.491               | 4       | 8     |
| 7    | 23 | Nick Heidfeld          | Mahindra         | 33   | +28.381               | 18      | 6     |
| 8    | 27 | Tom Blomqvist          | Andretti         | 33   | +32.380               | 12      | 4     |
| 9    | 36 | Alex Lynn              | DS Virgin Racing | 33   | +33.520               | 6       | 2     |
| 10   | 66 | Daniel Abt             | Audi Sport ABT   | 33   | +40.951               | 8       | 1     |
| 11   | 20 | Mitch Evans            | Jaguar           | 33   | +46.278               | 9       |       |
| 12   | 5  | Maro Engel             | Venturi          | 33   | +46.915               | 14      |       |
| 13   | 8  | Nico Prost             | Renault-e.Dams   | 33   | +53.099               | 15      |       |
| 14   | 28 | António Félix da Costa | Andretti         | 33   | +1:01.116             | 19      |       |
| 15   | 7  | Jérôme d'Ambrosio      | Dragon Racing    | 33   | +1:13.805             | 16      |       |
| 16   | 68 | Luca Filippi           | NIO              | 32   | + 1 giro              | 11      |       |
| 17   | 4  | Edoardo Mortara        | Venturi          | 30   | Incidente/sospensione | 20      |       |
| Rit  | 16 | Oliver Turvey          | NIO              | 17   | Ritirato              | 10      |       |
| Rit  | 18 | André Lotterer         | Techeetah        | 14   | Vibrazione            | 17      |       |
| Rit  | 1  | Lucas Di Grassi        | Audi Sport ABT   | 7    | Inverter              | 5       |       |

## Classifiche
Classifica Piloti
| +/– | Pos | Pilota            | Punti    |
| --- | --- | ----------------- | -------- |
| 2   | 1   | Felix Rosenqvist  | 54       |
| 1   | 2   | Sam Bird          | 50 (–4)  |
| 1   | 3   | Jean-Éric Vergne  | 43 (–11) |
| 3   | 4   | Nelson Piquet Jr. | 25 (–29) |
| 1   | 5   | Edoardo Mortara   | 24 (–30) |

Classifica Squadre
| +/– | Pos | Squadra          | Punti    |
| --- | --- | ---------------- | -------- |
|     | 1   | Mahindra         | 75       |
|     | 2   | DS Virgin Racing | 58 (–17) |
|     | 3   | Techeetah        | 43 (–32) |
| 1   | 4   | Jaguar           | 40 (–35) |
| 1   | 5   | Venturi          | 30 (–45) |

## Altre gare
- E-Prix di Marrakech 2016
- E-Prix di Marrakech 2019
- E-Prix di Hong Kong 2017
- E-Prix di Santiago 2018